# 弗朗西斯科·X·阿拉爾孔

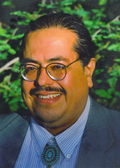
弗朗西斯科·X·阿拉爾孔

弗朗西斯科·塞維爾·阿拉爾孔（Francisco Xavier Alarcón，1954年2月21日—2016年1月15日），美国洛杉矶人，在墨西哥长大，是一名美国诗人和教育家。
他毕业于斯坦福大学和加州州立大学长滩分校。1993年，他曾经因《蛇诗》（Snake Poems）而获得美国图书奖。他任教于加州大学戴维斯分校，1985年至2010年撰写超过20部诗集，语言包括英语、西班牙语和纳瓦特语。他的作品也被翻译成其他语言，包括盖尔亚语和瑞典语。个人生活方面，他也是一名公开的同性恋。
2016年1月15日，他因癌症死于戴维斯，享年61岁。